# Belabitene
Belabitene (łac. Diœcesis Belabitenensis) – stolica historycznej diecezji w Cesarstwie Rzymskim (prowincja Mezopotamia), współcześnie w Turcji. Od 1933 katolickie biskupstwo tytularne, bez biskupa od 1966.

## Biskupi tytularni
| Lp. | Biskup                      | Od              | Do                |
| --- | --------------------------- | --------------- | ----------------- |
| 1   | John Francis Greif MHM      | 10 maja 1951    | 25 marca 1953     |
| 2   | André Creemers OSC          | 1 stycznia 1955 | 10 listopada 1959 |
| 3   | George Elmer Bernarding SVD | 19 grudnia 1959 | 15 listopada 1966 |